# Делоне, Жозеф
Жозе́ф Делоне́ (фр. Joseph Delaunay; прозванный Делоне из Анже (фр. Delaunay d’Angers); род. 24 декабря 1752 в Анже; 5 апреля 1794 гильотинирован в Париже) — французский политик.

## Биография
Служил судебным комиссаром в Анже, в 1791 году избран депутатом Законодательной Ассамблеи, в следующем году переизбран.
Дружил с революционером Франсуа Шабо. После неудачной попытки клуба кордельеров (14 вантоза II года, то есть 4 марта 1794 года) произвести государственный переворот, комитет общественного спасения обвинил Шабо и его друзей — Делоне в их числе — в ажиотаже и заговоре с целью «обесславить и унизить народное представительство и разрушить путём продажности республиканское правительство». Жозефу Делоне было предъявлено обвинение во взяточничестве по делу с акциями Ост-Индской компании. Судили его вместе с Дантоном и другими и казнили на гильотине 5 апреля 1794 года (16 жерминаля II года).

## В искусстве
- Фигурирует в историческом романе Александра Дюма-отца «Белые и синие»: «…Член правительства Делоне (из Анже) поднимается на трибуну, чтобы лично держать ответ».